# Майкі Вей
Майкл Джеймс «Майкі» Вей (англ. Michael James "Mikey" Way, нар. 10 вересня 1980, Ньюарк) — американський музикант, найвідоміший як басист рок-гурту My Chemical Romance. Також він грає на кількох інструментах та співає бек-вокал у дуеті Electric Century.

## Життєпис

### Дитинство та юність
Майкл Вей народився 10 вересня 1980 року в Ньюарку, штат Нью-Джерсі в родині Донни Лі Вей та Дональда Вея. Їхній рід має італійське та шотландське коріння. Вей виріс у Бельвілі, Нью-Джерсі, разом зі своїм братом Джерардом Веєм.
Він працював у Barnes & Noble та пізніше Eyeball Records, що зіграло велику роль у створенні My Chemical Romance. Вони підписали контракт із Eyeball та випустили свій дебютний альбом на цьому лейблі.
Найперший концерт, який він відвідав зі своїм братом, був концерт Smashing Pumpkins. Після того, як він побачив їхній виступ, він сказав братові: «Ми маємо зробити це». Його запросили приєднатися до My Chemical Romance, і йому довелося навчитися грати на бас-гітарі за один тиждень. Він також грав бас для From First To Last під час одного з турів.

### Музична кар'єра

#### My Chemical Romance
Вей приєднався до американського рок-гурту My Chemical Romance у 2001 як басист та запропонував назву для гурту після того, як у книгарні побачив книжку Ірвіна Велша Ecstasy: Three Tales of Chemical Romance. Тоді йому довелося навчитися грати на бас-гітарі за один тиждень. MCR випустили I Brought You My Bullets, You Brought Me Your Love 23 липня 2002, Three Cheers for Sweet Revenge 8 червня 2004, The Black Parade 23 жовтня 2006 та Danger Days: The True Lives of the Fabulous Killjoys 22 листопада 2010.
Під час туру з останнім альбомом, Вей співпрацював зі Squier у створенні авторського Fender Mustang Bass. В інтерв'ю з MusicRadar Вей прокоментував це так: «Fender спонсорували мене більшість часу, коли я був в MCR. Я запропонував їм створити нову модель разом, і вони відповіли мені, сказавши, що хочуть дати мені власну авторську модель.»
Гурт оголосив про свій розпад 22 березня 2013.

#### Electric Century
Більше року минуло після розпаду «MCR», і Майкі Вей сформував Electric Century разом із Девідом Дебіаком, вокалістом Sleep Station. Дует випустив свою першу пісню I Lied у лютому 2014. Того ж місяця Electric Century була занесені у список Alternative Press «100 Гуртів, Про Які Ви Маєте Знати». Журнал ствердив, що I Lied це «сплав перевіреного десятиляттями електропопу», порівнюючи звучання з гуртами fun. і Twenty One Pilots. AltPress також повідомили, що дует вже закінчив запис нового альбому, який чекав на свій реліз того року. Альбом записав та зміксував Д. Джеймс Гудвін у студії Isokon у Вудстоку, штат Нью-Йорк. У листопаді Вей повідомив, що у лютому він відправився на Східне Узбережжя, аби закінчити альбом, але йому довелося пройти реабілітацію. Вей також сказав, що новини щодо Electic Century всі почують «у найближчі місяці». 13 січня 2015 пісня Let You Get Away стала доступною для прослуховування онлайн,, а її реліх як сингла стався 3 квітня. 10 березня гурт оголосив реліз дебютного EP під назвою Electric Century, що відбувся 18 квітня на Record Store Day. Hail the Saints та Right There вийшли як сингли 6 травня.
Пізніше гурт повернувся у студію та витратив більшість 2015 на запис нових пісень. У січні 2016 дует натякнув на майбутні релізи у Твіттері, пишучи: «2016 це ТОЙ САМИЙ рік». Вони оголосили дебютний альбом For the Night to Control 24 лютого 2016, реліз його відбувся 9 березня ексклюзивно через журнал Kerrang!. Офіційно альбом вийшов 14 липня 2017.

#### Інші музичні співпраці
У листопаді 2015 року Вей знявся у кліпі Good Charlotte Makeshift Love. Він також зробив внесок у соло-альбом The Shadow Side, Енді Бірсака, фронтмена Black Veil Brides. Також Вей грав бас для релізу американського поп-панк гурту Waterparks Cluster (EP), і пізніше приєднався до них у турі з Good Charlotte, враховуючи виступи на Reading and Leeds Festivals.

## Дискографія

### My Chemical Romance
- I Brought You My Bullets, You Brought Me Your Love (2002)
- Three Cheers for Sweet Revenge (2004)
- The Black Parade (2006)
- Danger Days: The True Lives of the Fabulous Killjoys (2010)
- Conventional Weapons (2013)
- May Death Never Stop You (2014)

### Electric Century
- Electric Century (2015), EP
- For the Night to Control (2016 via Kerrang!, 2017 офіційно)

### Участі в інших проектах
- The Shadow Side (Andy Black, 2016)
- Cluster (Waterparks, 2016)